# والتر توكسبوري
جون والتر بيردسلي توكسبيري (21 مارس 1876 - 24 أبريل 1968) لاعب ألعاب قوى أمريكي متخصص في سباق سرعة فاز بخمس ميداليات في دورة الألعاب الأولمبية الصيفية 1900 التي أقيمت في باريس، فرنسا، بما في ذلك ذهبيتان في سباق 200 متر وسباق 400 متر حواجر.

## نشأته
ولد توكسبيري في أشلي، بنسلفانيا، ودرس للحصول على شهادة في طب الأسنان في جامعة بنسلفانيا، وتخرج عام 1899. ركض لفريق الجامعة، وفاز بألقاب رابطة الرياضيين الهواة بين الكليات الأمريكية في سباق 110 و سباق 220 ياردة في عامي 1898 و1899.

## مسيرته الرياضية
بعد تخرجه توجه إلى باريس للمنافسة في الألعاب الأولمبية، شارك في خمس أحداث، لكنه واجه منافسة قوية من بينهم زميله في جامعة بنسلفانيا ألفين كرانزلاين. في سباق 100 متر، عادل تيوكسبيري الرقم القياسي العالمي في الدور نصف النهائي، لكنه جاء في المركز الثاني في النهائي خلف فرانك جارفيس. في اليوم التالي احتل المركز الثاني مرة أخرى، خلف كرانزلاين في سباق 60 مترًا قبل الدخول في سباق 400 متر حواجز.
في ذلك الوقت ربما لم يتم التنافس على هذا الحدث في الولايات المتحدة من قبل، لكنه تغلب بسهولة على المرشح المحلي للفوز بلقب سباق 400 متر حواجز. كان الحدث مختلفًا تمامًا عن الوقت الحاضر، حيث كانت الحواجز عبارة عن أعمدة هاتف موضوعة فوق المضمار، وكانت الحواجز النهائية عبارة عن حاجز مائي (كما هو الحال في سباق الحواجز). في نهائي سباق 200 متر حواجز، احتل المركز الثالث. أقيمت نهائيات سباق 200 متر بعد أسبوع؛ وفي ذلك السباق فاز توكسبري بثاني ميدالية ذهبية أولمبية فردية له، متقدمًا مباشرة على بريطاني-هندي نورمان بريتشارد.
اعتزل تيوكسبري الرياضة لفتح عيادة أسنان في تونخانوك، بنسلفانيا عام 1913 حيث عاش حياته حتى وفاته هناك في 24 أبريل 1968.